# Državna cesta D546
D546 je državna cesta u Hrvatskoj. Ukupna duljina iznosi 60,42 km.

## Naselja
- Bregana
- Grdanjci
- Breganica
- Noršić Selo
- Stojdraga
- Poklek
- Budinjak
- Gornja Vas
- Petričko Selo
- Hartje
- Drašći Vrh
- Željezno Žumberačko
- Žamarija
- Jurkovo Selo
- Kostanjevec
- Čunkova Draga
- Medven Draga
- Strmac Pribićki
- Krašić
- Brezarić
- Brlenić
- Vukšin Šipak
- Guci Draganički